# Filisteia
Filístia ou Filisteia (em hebraico: פלשת; transl. Pleshet) refere-se à terra dos Cinco Senhores dos Filisteus, descrita em Josué 13:3 e 1 Samuel 6:17, compreendendo Ascalão, Asdode, Ecrom, Gate e Gaza no sudoeste do Levante.
Os Cinco Senhores dos Filisteus são descritos na Bíblia Hebraica como estando em constante luta e interação com os vizinhos Israelitas, Canaanitas e Egípcios, sendo gradualmente absorvidos pela cultura Cananéia. Eles governaram grandes partes do sul de Canaã no auge de sua expansão, mas acabaram sendo conquistados e subjugados pelos vizinhos Israelitas.
Os Filisteus não foram mencionados após a conquista do Levante pelo Império Neoassírio (911–605 a.C.).

## Leste de Gaza

Filisteia (em vermelho) e Estados vizinhos ca.

A área a leste de Gaza, particularmente ao redor de Nahal Besor, que chega às colinas até Bersebá, tinha uma presença filistéia muito substancial. Esta área é uma parte do deserto de Neguev. Também inclui Nahal Gerar ao norte que se une a Nahal Besor antes de desembocar no Mar Mediterrâneo.
Esta era uma área densamente povoada durante o início da Idade do Ferro. Inclui sítios arqueológicos como Tell Beit Mirsim, Tel Haror, Tel Sera (Ziclague) ao longo de Nahal Gerar, e Tel Gamma e Tell el-Farah (Sul) ao longo de Nahal Besor. Todos esses locais e outros na área tinham assentamentos filistinos.
No que diz respeito à política Neoassíria, quando invadiram a área pela primeira vez, deram autonomia considerável às cidades dos Filisteus em troca de tributo. Mas mais tarde, ao responder a várias revoltas, a sua política endureceu.

## Reis
Aquis o rei de Gate